# Onchidella binneyi
Onchidella binneyi is een slakkensoort uit de familie van de Onchidiidae. De wetenschappelijke naam van de soort is voor het eerst geldig gepubliceerd in 1894 door Stearns.